# Krampmacken

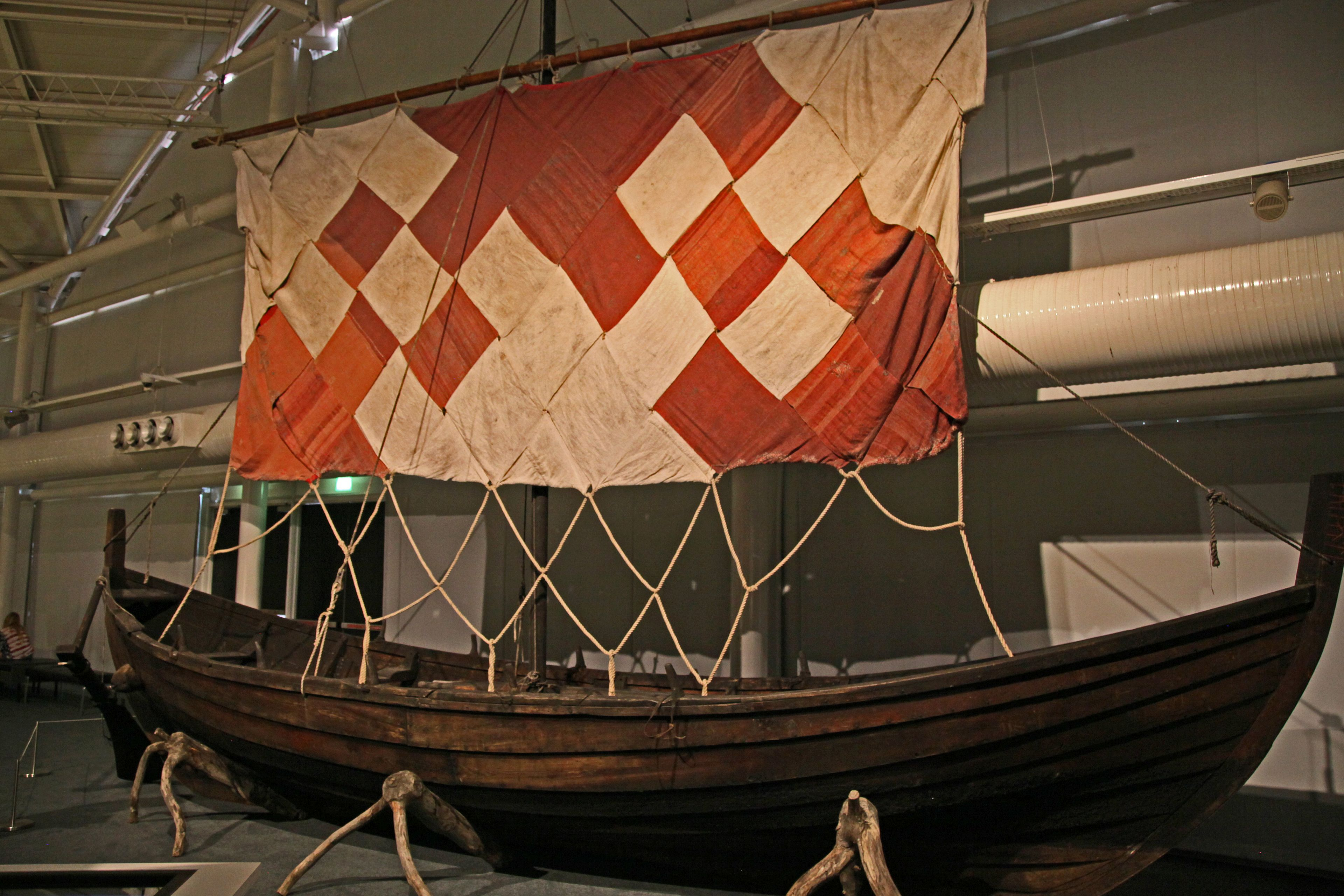
Krampmacken in der Ausstellung Vikings – beyond the legend in Sydney 2013

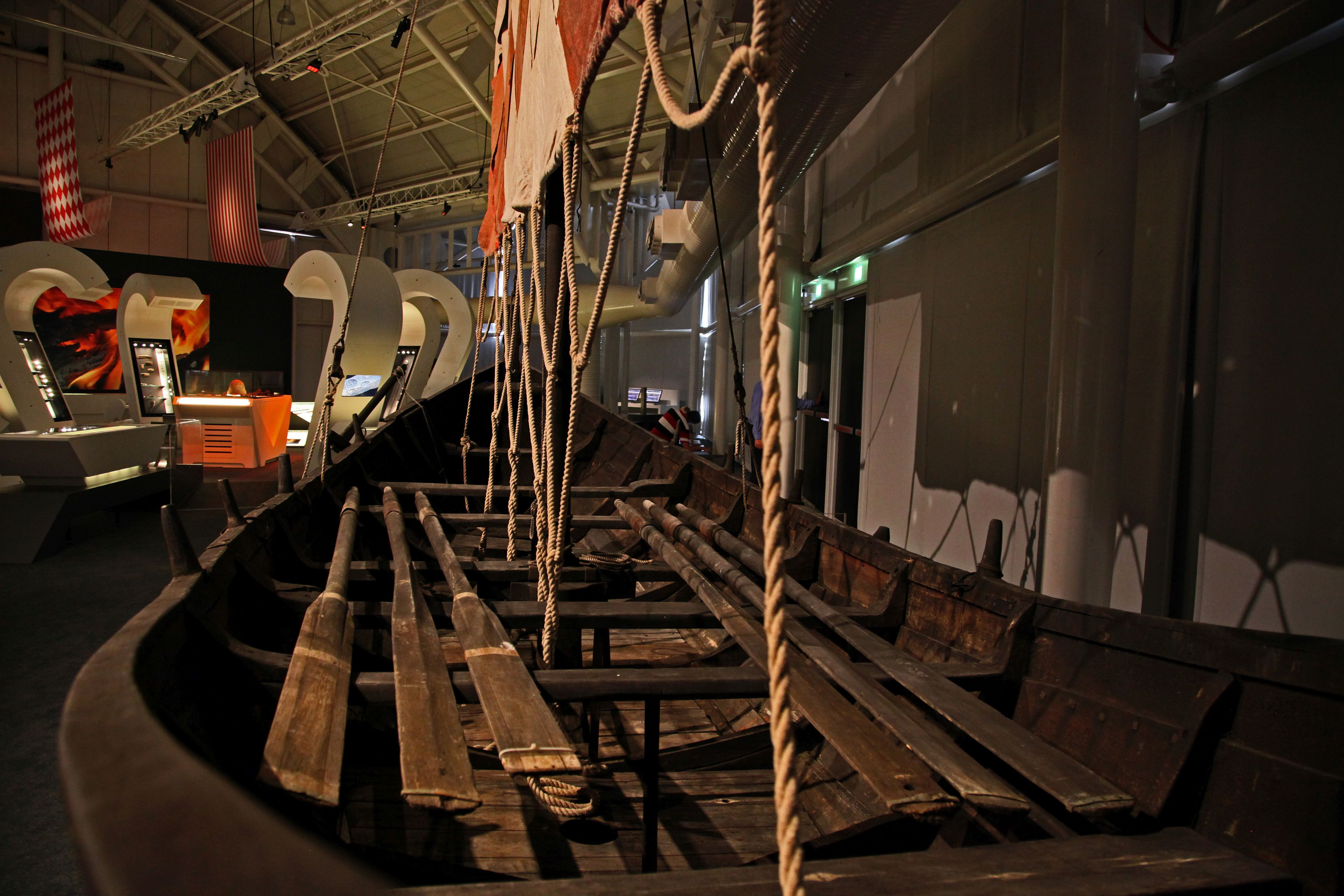
In Sydney 2013

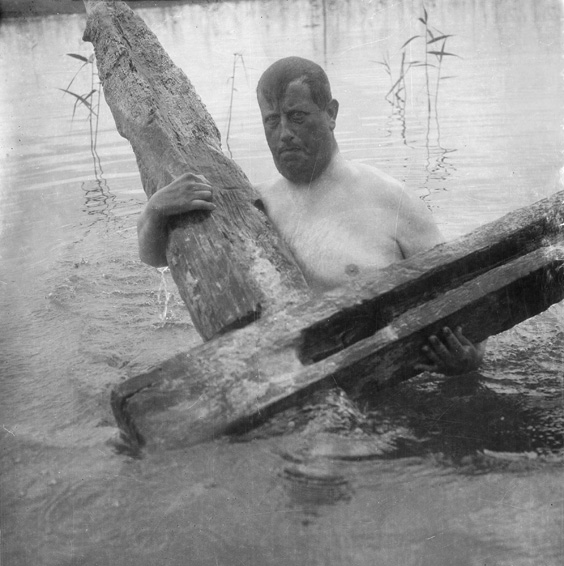
Lennart von Post bei der Bergung von Schiffsteilen

Der Krampmacken ist ein 1980 rekonstruiertes Wikingerschiff, das zwischen 1983 und 1985 von Gotland zum Schwarzen Meer und nach Istanbul segelte. Es wurde nach dem gutnischen Wort für die gemeine baltische Garnele Palaemon adspersus benannt: krampmack, da die Form des Bootes einer Garnele ähnelt. Die Form und Größe des Rumpfes basieren auf einem der Boote, die in den 1920er Jahren unter den Resten der Stelzkonstruktion Bulverket im Tingstädeträsk gefunden wurden.
Das Boot vom Tingstädeträsk hat Ähnlichkeit mit Bootsfunden aus Danzig-Ohra in Polen und Ralswiek auf Rügen. Sekundär verwendete Planken eines ähnlichen Schiffes sind in der älteren Kulturschicht von Lund gefunden worden. Die Rekonstruktion wurde 1979 in Visby gebaut. Das Design des Segels wurde hingegen Darstellungen auf gotländischen Bildsteinen entnommen. Das Plankenboot misst etwa 8,0 × 2,0 m und hat Platz für 11 Personen. Das Boot ist das größere von drei Booten, die unter dem Bulverket gefunden wurde und auf die 1130er Jahre datiert wurden. Nach meeresarchäologischen Untersuchungen und der Dokumentation des Bootsfundes wurde auf Gotland eine Rekonstruktion errichtet, die den Namen Krampmacken erhielt.
Der Krampmacken war Vorbild für eine Reihe anderer Nachbauten der Wikingerzeit (800–1050 n. Chr.). Erik Nylén (1918–2017) war einer der Initiatoren des Projekts. Dem Krampmacken folgten die Schiffe Nöiriven (1990), Aifur (1992), Thor Viking (1994) und Langsvaige (1997) und Expeditionen mit diesen Wikingerschiffsrekonstruktionen durch die osteuropäischen Flüsse. Bei einer Expedition von 1995 bis 1997 befuhr man die Flüsse bis nach Baku am Kaspischen Meer.